# Serbische Eishockeyliga 2011/12
Die Saison 2011/12 der Serbischen Eishockeyliga (serbisch Prvenstvo Srbije u hokeju na ledu Првенство Србије у ҳоқејү на леду, wörtlich übersetzt: Serbische Eishockeymeisterschaft) war die sechste Spielzeit der höchsten Eishockey-Spielklasse Serbiens. Meister wurde der HK Partizan Belgrad.

## Teilnehmer
In der Spielzeit sollten folgende Mannschaften an der Meisterschaft teilnehmen:
- HK Partizan Belgrad (gesetzt für die Play-offs)
- KHK Roter Stern Belgrad
- HK Vitez Belgrad
- HK Vojvodina Novi Sad
- HK Spartak Subotica

## Meisterschaft
Aufgrund verschiedener Regelverstöße wurde die Liga im Februar 2012 nach nur zwei absolvierten Partien abgebrochen. Da zu diesem Zeitpunkt neben dem HK Partizan  nur noch der HK Vitez Belgrad eine Spielberechtigung hatte, trat dieser in einer Best-of-Three-Serie gegen den Slohokej-Liga-Meister HK Partizan Belgrad an. Der Amateurverein HK Vitez unterlag dem Profiklub Partizan deutlich mit 1:10 und 0:7, woraufhin Partizan erneut Serbischer Meister wurde.